# Constant lògica
A lògica, una  constant lògica  és una expressió que la presència i posició determina la forma lògica d'una proposició, i per extensió la validesa o invalidesa dels arguments.
Dins d'un llenguatge formal amb una semàntica formal, una constant lògica és una expressió el significat no varia amb cada interpretació.

## Exemples de constants lògiques

### Operadors modals
Els operadors modals són constants lògiques que es caracteritzen per  qualificar  el valor de veritat de les proposicions. Per exemple, considereu la proposició "Anna sempre està cansada". En aquesta proposició, l'expressió "sempre" qualifica la veritat de la proposició més simple "Anna està cansada", com una veritat que se sosté  en tot moment . L'expressió "sempre" és per tant un operador modal. Considerem ara el següent argument:
1. Si Anna està cansada, llavors no estudia.
2. Anna sempre està cansada.
3. Per tant, Ana mai estudia.

La validesa d'aquest argument depèn no només de la connectiva "si ... llavors", sinó també del significat de les constants lògiques "sempre" i "mai". Com es mostra a continuació, l'exemple d'Ana pot canviar per un altre, i l'argument encara romandre vàlid:
1. Si està plovent, llavors no vaig al cinema.
2. Sempre està plovent.
3. Per tant, mai vaig al cinema.

Però si es canvien l'ordre de les expressions "sempre" i "mai", l'argument deixa de ser vàlid:
1. Si està plovent, llavors no vaig al cinema.
2. Mai està plovent.
3. Per tant, sempre vaig al cinema.

Aquest argument no és vàlid perquè la primera premissa no diu que quan no plou, vaig al cinema, sinó que quan plou, no vaig al cinema. Per tant, el que mai plogui no implica que sempre vagi al cinema. L'error és semblant al de la fal·làcia d'afirmació del conseqüent.
Això sembla mostrar que els operadors modals "sempre" i "mai" són constants lògiques, i com ells hi ha molts altres. Els diferents tipus d'operadors modals s'agrupen per similituds i cada grup és estudiat per una lògica modal diferent. Per exemple, els operadors modals "sempre" i "mai" s'agrupen junts perquè qualifiquen el valor de veritat de les proposicions en relació al temps (veritables en tot moment o en cap moment, respectivament), i tots dos són estudiats per la lògica temporal. A continuació hi ha una taula amb alguns operadors modals importants i les lògiques que els estudien:
| Operador modal  | Exemple d'ús en el llenguatge natural            | Símbol                    | Lògica que ho estudia |
| --------------- | ------------------------------------------------ | ------------------------- | --------------------- |
| Necessitat      | Cal que es faci de dia.                          | {\displaystyle \Box }     | Lògica modal          |
| Possibilitat    | És possible que plogui.                          | {\displaystyle \Diamond } | Lògica modal          |
| Sempre          | Sempre és dilluns.                               |                           | Lògica temporal       |
| Mai             | Mai és divendres.                                |                           | Lògica temporal       |
| Obligatorietat  | És obligatori que els governs ajudin els pobres. | {\displaystyle O\,}       | Lògica deòntica       |
| Permissibilitat | És permissible que els rics ajudin els pobres.   | {\displaystyle P\,}       | Lògica deòntica       |

## Criteri
Encara que els exemples de constants lògiques esmentats a l'apartat anterior desperten poca controvèrsia (especialment les connectives i els quantificadors), hi ha altres casos on no està tan clar si una expressió ha de ser considerada una constant lògica o no. Per exemple, hi ha debat sobre si la relació d'identitat, la relació primitiva de  pertinença  a la teoria de conjunts, o el predicat de veritat han de ser considerats constants lògiques. Per resoldre aquestes qüestions, s'han proposat diversos criteris per decidir quan una expressió és una constant lògica i quan no.